# Jost Herbig
Jost Herbig (* 20. Juni 1938 in Köln; † 8. Juni 1994 in Irschenhausen) war ein deutscher Wissenschaftspublizist und Kunstsammler.

## Leben
Der promovierte Chemiker stammte aus der Familie der Kölner Lackfabrik Herbol, wodurch ihm die finanziellen Mittel sowohl zum Sammeln wie zum Schreiben gegeben waren. Mit seiner Ehefrau Barbara, einer Biologin, lebte er in Icking bei München. Von 1976 bis 1997 hatte das Ehepaar eine wertvolle Sammlung zeitgenössischer Kunst der Neuen Galerie in Kassel zur Verfügung gestellt.
Obwohl Jost Herbig mit seinen Büchern, Artikeln, Vorträgen einige Diskussionen auslöste, ist er heutzutage nahezu vergessen. Von 1983 bis 1986 gehörte der Wahlbayer der Jury des Geschwister-Scholl-Preises an. Er starb mit 55 Jahren an einem Herzleiden.
Er verwahrte sich als Autor gleichermaßen gegen Fortschrittsgläubigkeit und Biologismus, pochte stattdessen auf die kulturelle Lernfähigkeit des Menschen und stellte somit das Soziale über das Technische. Die Grundlage seiner Argumentation findet sich in den Büchern Im Anfang war das Wort (1984) und Nahrung für die Götter (1988), beide bei Hanser erschienen.

## Schriften
- Das Ende der bürgerlichen Vernunft: wirtschaftliche, technische und gesellschaftliche Zukunft, München 1974, aktualisiert Frankfurt/Main 1980
- Kettenreaktion: das Drama der Atomphysiker, München 1976, auf Slowenisch: Ljubljana 1978
- Die Gen-Ingenieure: durch Revolutionierung der Natur zum neuen Menschen?, München 1978, erweitert und aktualisiert Frankfurt/Main 1980
- Im Labyrinth der Geheimdienste: der Fall Jennifer, Frankfurt/Main 1981
- Der Bio-Boom: Geschäfte mit dem Leben, Hamburg 1982
- Im Anfang war das Wort: die Evolution des Menschlichen, München 1984
- Nahrung für die Götter: die kulturelle Neuerschaffung der Welt durch den Menschen, München 1988
- Die zweite Schöpfung: Geist und Ungeist in der Biologie des 20. Jahrhunderts (Hrsg.), München 1990
- Der Fluss der Erkenntnis: vom mythischen zum rationalen Denken, Hamburg 1991, auf Spanisch: Barcelona 1997
- Ionische Reise: ein Führer zu den Ursprüngen des abendländischen Denkens: Westtürkei, Lesbos, Samos, Kos, Hamburg 1993